# Східноєвропейський університет імені Рауфа Аблязова
Східноєвропейський університет імені Рауфа Аблязова — заклад вищої освіти, розташований в місті Черкасах на вулиці Нечуя Левицького, № 16. Утворений у жовтня 1992 року і названий на честь професора Рауфа Аблязова.

## Факультети
- Освітньо-професійний ступінь «Фаховий молодший бакалавр»:
  - Облік і оподаткування
  - Діджитал-маркетинг
  - Право
  - Туризм
  - Обслуговування та ремонт автомобілів
- Освітній ступінь «Бакалавр»:
  - Графічний дизайн
  - Менеджмент соціокультурної діяльності
  - Німецька мова та література(переклад)
  - Цифрова економіка
  - Інформаційні бізнес-системи і аналітика даних
  - Діджитал облік і консалтинг
  - Фінанси, банківська справа страхування
  - Бізнес-адміністрування
  - Менеджмент в охороні здоров'я
  - Діджитал-маркетинг
  - Право
  - Правоохоронна діяльність
  - Готельно-ресторанна справа
- Освітньо-науковий ступінь «Магістр»:
  - Німецька мова та література (переклад)
  - Цифрова економіка
  - Діджитал облік і консалтинг
  - Фінанси, банківська справа страхування
  - Бізнес-адміністрування
  - Менеджмент в охороні здоров'я
  - Право
  - Правоохоронна діяльність
  - Готельно-ресторанна справа

## Рейтинги та репутація
У жовтні 2024 року, Державна служба якості освіти, як центральний орган виконавчої влади України, що реалізує державну політику у сфері освіти, зокрема з питань забезпечення якості освіти, оприлюднив оновлений рейтинг університетів, які мають високий ступінь ризику. До переліку університетів з високим ступенем ризику увійшов, зокрема, й Східноєвропейський університет імені Рауфа Аблязова.